# Tvrđava na moru
Tvrđava na moru je 161. epizoda Zagora objavljena u Zlatnoj seriji #498 u izdanju Dnevnika iz Novog Sada. Na kioscima u bivšoj Jugoslaviji se premijerno pojavila u januaru 1980. godine. Koštala je 10 dinara (1,14 DEM; 0,43 $). Imala je 79 strana. Ovo je prvi nastavak duže epizode koja se nastavila u ZS-499, 502, 503 i 504.

## Originalna epizoda
Originalno, ova epizoda objavljena je premijerno u Italiji u svesci pod nazivom Il tirano del lago (Tiranin s jezera) u #161 regularne edicije Zagora u izdanju Bonelija na dan 14. decembra 1978. Epizodu je nacrtao Franko Donateli, a scenario napisali Guido Nolitta i Decio Canzio. Originalnu naslovnicu nacrtao je Galijeno Feri. Koštala je 400 lira (0,67 $; 1,46 DEM).

## Kratak sadržaj

### Zagor i Crveni mundiri
Ovo je drugi Zagorov sukob s Englezima (Crvenim mundirima), posle epizode Svirepa ceremonija (LMS48).

## Reprize u Srbiji
Veseli četvrtak je reprizirao ovu epizodu u Srbiji u ediciji Odabrane priče #52 pod nazivom Potopite "Distrojer"! izašla 25. juna 2020. Cena je bila 480 dinara (4 €).

## Naslovna strana
Naslovne strane prve dve epizode u Zlatnoj seriji su zamenjene. Na naslovnoj strani prvog nastavka Zlatne serije našla se naslovnica sa druge epizode (Pattuglia eroica), a originalna se pojavila tek u ZS-499.